# Chru
Pour les articles homonymes, voir CHRU (homonymie).
Le chru est une langue austronésienne parlée au Viêt Nam. C'est une des langues du groupe des langues chamiques.

## Phonologie
Les tableaux présentent la phonologie du chru, les voyelles et les consonnes.

### Voyelles
|         | Antérieure | Centrale | Postérieure |
| ------- | ---------- | -------- | ----------- |
| Fermée  | i [i]      | ɨ [ɨ]    | u [u]       |
| Moyenne | e [e]      | ə [ə]    | o [o]       |
| Ouverte | ɛ [ɛ]      | a [a]    | ɔ [ɔ]       |

### Consonnes
|              |              | Bilabiales | Alvéolaires | Alvéolaires | palatales | Vélaires | Glottales |
| ------------ | ------------ | ---------- | ----------- | ----------- | --------- | -------- | --------- |
| Centrales    | Latérales    | Bilabiales |             |             | palatales | Vélaires | Glottales |
| Occlusives   | Sourde       | p [p]      | t [t]       |             |           | k [k]    | ʔ [ʔ]     |
| Occlusives   | Aspirée      | ph [pʰ]    | th [tʰ]     |             |           | kh [kʰ]  |           |
| Occlusives   | Sonore       | b [b]      | d [d]       |             |           | g [g]    |           |
| Occlusives   | Injective    | ɓ [ɓ]      | ɗ [ɗ]       |             |           |          |           |
| Fricative    | Fricative    |            | s [s]       |             |           |          | h [h]     |
| Affriquée    | Sourde       |            |             |             | c [tʃ]    |          |           |
| Affriquée    | Sonore       |            |             |             | j [dʒ]    |          |           |
| Affriquée    | Aspirée      |            |             |             | jh [dʒʰ]  |          |           |
| Nasale       | Simple       | m [m]      | n [n]       |             | ñ [ɲ]     | ŋ [ŋ]    |           |
| Nasale       | Aspirée      |            | nh [nʰ]     |             |           |          |           |
| Liquide      | Liquide      |            | r [r]       | l [l]       |           |          |           |
| Semi-voyelle | Semi-voyelle | w [w]      |             |             | y [j]     |          |           |

## Sources
- (en) Thurgood, Graham, From Ancient Cham to Modern Dialects. Two Thousand Years of Language Contact and Change, Oceanic Linguistics Special publications no 28, Honolulu, University of Hawai'i Press, 1999,  (ISBN 0-8248-2131-9)